# Found footage (genre)
Found footage, även kallad upphittad film, är en gren inom filmskapande, inom vilken en film helt eller delvis är presenterad som om det vore upphittade film- eller videoinspelningar. En av found footage-genres typiska karaktärsdrag är att filmens handling ses genom en kamera tillhörande en eller flera av filmens karaktärer, ofta åtföljda av deras samtida kommentarer utanför kameran. För större trovärdighet kan filmningen göras av skådespelarna själva under själva akten, tillsammans med skakigt kameraarbete och naturalistiskt skådespel. Den "upphittade" filmen kan presenteras som om den var "rå" och redan komplett, eller som att den redigerats till en berättelse av "upphittarna".
Det mest vanliga användandet av tekniken är inom skräckfilmsgenren, där filmen utges vara den enda överlevande inspelningen från händelserna, där de inblandade personerna nu är försvunna eller döda. Det har också använts inom komedifilmer (t.ex. Babysitting och Project X - Hemmafesten) samt inom science fiction-genren (t.ex. Project Almanac och Europa Report).

## Historia
Genren har sitt ursprung i litteraturen i de klassiska skräckromanerna Frankenstein och Dracula. I den senare är romanen upplagd som att hela narrativet har sammanställts i efterhand genom nyhetsartiklar, läkarjournaler och utdrag ur dagböcker. 
Inom filmskapande kan genren dateras så tidigt som 1980, i filmen Cannibal Holocaust, men gjordes kommersiellt populär genom filmen The Blair Witch Project (1999), och har sedan dess använts återkommande i filmer som Paranormal Activity (2007), REC (2007), Quarantine (2008), Cloverfield (2008), och Chronicle (2012).

## Exempelfilmer
| Film                                     | Genre                        | Regissör(er)                  | Produktionsbolag                                           | Utgivningsdatum  |
| ---------------------------------------- | ---------------------------- | ----------------------------- | ---------------------------------------------------------- | ---------------- |
| Cannibal Holocaust                       | Äventyr, skräck              | Ruggero Deodato               | F.D. Cinematografica                                       | 7 februari 1980  |
| America's Deadliest Home Video           | Thriller, kriminal, komedi   | Jack Perez                    | Randum Film Group                                          | 1991             |
| Forgotten Silver                         | Komedi                       | Peter Jackson                 | WingNut Films                                              | 28 oktober 1995  |
| The Blair Witch Project                  | Skräck, mysterium            | Daniel Myrick Eduardo Sánchez | Haxan Films                                                | 30 juli 1999     |
| Zero Day                                 | Drama                        | Ben Coccio                    | Professor Bright Films                                     | 3 september 2003 |
| The Poughkeepsie Tapes                   | Skräck                       | John Erick Dowdle             | Brothers Dowdle Productions Poughkeepsie Films             | 27 april 2007    |
| Paranormal Activity                      | Övernaturlig skräck          | Oren Peli                     | Blumhouse Productions                                      | 14 oktober 2007  |
| REC                                      | Horror                       | Jaume Balagueró Paco Plaza    | Castelao Producciones Filmax                               | 23 november 2007 |
| Cloverfield                              | Science fiction, monsterfilm | Matt Reeves                   | Bad Robot Productions                                      | 18 januari 2008  |
| Quarantine                               | Science fiction, skräck      | John Erick Dowdle             | Vertigo Entertainment Andale Pictures Filmax Entertainment | 10 oktober 2008  |
| REC 2                                    | Skräck                       | Jaume Balagueró Paco Plaza    | Castelao Producciones Filmax                               | 2 oktober 2009   |
| A Serbian Film                           | Skräck                       | Srdjan Spasojevic             | Contrafilm                                                 | 16 juni 2010     |
| Paranormal Activity 2                    | Övernaturlig skräck          | Tod Williams                  | Blumhouse                                                  | 22 oktober 2010  |
| Trolljägaren                             | Fantasy, monsterfilm         | André Øvredal                 | Filmkameratene A/S Film Fund FUZZ                          | 29 oktober 2010  |
| Paranormal Activity 3                    | Övernaturlig skräck          | Henry Joost Ariel Schulman    | Blumhouse                                                  | 21 oktober 2011  |
| Project X - Hemmafesten                  | Komedi                       | Nima Nourizadeh               | Silver Pictures Green Hat Films                            | 2 mars 2012      |
| REC 3: Genesis                           | Skräck                       | Paco Plaza                    | Filmax                                                     | 30 mars 2012     |
| Paranormal Activity 4                    | Övernaturlig skräck          | Henry Joost Ariel Schulman    | Room 101                                                   | 19 oktober 2012  |
| Europa Report                            | Science fiction              | Sebastián Cordero             | Wayfare Entertainment Ventures                             | 2 augusti 2013   |
| Paranormal Activity: The Marked Ones     | Övernaturlig skräck          | Christopher Landon            | Paramount Pictures                                         | 3 januari 2014   |
| Remake (film)                            | Drama                        | Andreas Öhman och Per Gavatin | Naive                                                      | 2014             |
| Happy Camp                               | Skräck                       | John Anthony                  | Flower Films Hogtown Productions                           | 25 mars 2014     |
| Paranormal Activity: The Ghost Dimension | Övernaturlig skräck          | Gregory Plotkin               | Paramount Pictures                                         | 23 oktober 2015  |